# Дар аль-ислам

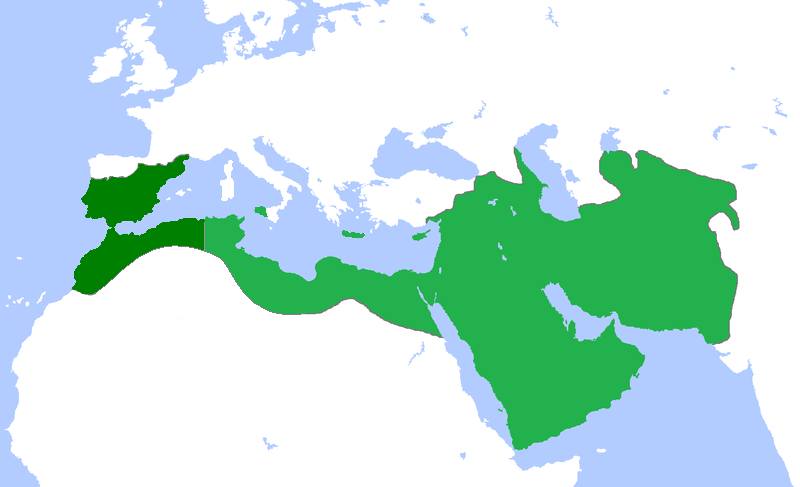
Территория Аббасидского халифата и Кордовского эмирата (тёмно-зелёное), VIII век

Дар аль-исла́м (араб. دار الإسلام‎ —  территория ислама‎) — традиционное мусульманское название территорий, где действует мусульманский религиозный закон и где политически господствуют мусульмане. Противоположность Дар аль-исламу является Дар аль-куфр (территория неверия) или Дар аль-харб (территория войны). Данный термин не является каноническим, так как не упоминается в Коране и Сунне пророка Мухаммеда, и впервые был использован основателем ханафитского мазхаба имамом Абу Ханифой. Дар аль-ислам может быть населён немусульманами, «которые попадают под классификацию ахль аз-зимма».
Ханафитская правовая школа права считает, что территория завоёванная неверующими может оставаться Дар аль-исламом, пока судья (кади) судит по исламским законам, а мусульмане и зимми защищены. По мнению большинства юристов, если на исламской территории исламское право заменяется немусульманским, то оно становится территорией войны. В колониальный период обсуждался статус колонизированных территорий. Индийские мусульмане утверждали, что Британская Индия была частью Дар аль-харб и мусульмане обязаны вести джихад против англичан. Исламские богословы считали Дар аль-харбом колонизированный Алжир и возникла дискуссия об обязанности выезда (хиджры) в Дар аль-ислам.
В настоящее время термин «„дар аль-ислам“ употребляется также по отношению к светским государствам, населённых преимущественно мусульманами».